# Thierry Girard
Thierry Girard   (Niom, 20 d'octubre de 1966) és un expilot de trial occità. Després de començar a destacar al trialsín a començament dels anys 80 (guanyant-ne per exemple 3 Copes d'Europa), va passar al trial en motocicleta i des de mitjan anys 80 fins a començaments dels 90 va ser un dels competidors destacats del Campionat del Món de trial, aconseguint -entre altres victòries destacades- la victòria al Trial de les Nacions els anys 1988 i 1990 integrant l'equip estatal.
Un cop acabada la seva carrera motociclista tornà amb èxit al món de la bicicleta, obtenint entre altres triomfs els dos primers mundials de trial UCI amb roda de 26" celebrats (els de 1996 i 1997).

## Palmarès

### Trialsín
| Any          | Categoria    | C. d'Europa |
| ------------ | ------------ | ----------- |
| 1983         | Juvenils     | 1r          |
| 1984         | Juvenils     | 1r          |
| 1985         | Experts      | 1r          |
| Total títols | Total títols | 3           |

### Trial
| Any          | Motocicleta  | Campionat del Món | TDN |
| ------------ | ------------ | ----------------- | --- |
| 1986         | Yamaha       | -                 | -   |
| 1987         | Yamaha       | 14è               | 2n  |
| 1988         | Yamaha       | 7è                | 1r  |
| 1989         | Beta         | 12è               | 3r  |
| 1990         | Montesa      | 9è                | 1r  |
| 1991         | Alpha        | 9è                | 2n  |
| 1992         | Gas Gas      | 13è               | 2n  |
| Total títols | Total títols | 0                 | 2   |

Notes
1. ↑  La classificació consignada a TDN fa referència a la posició final obtinguda per l'equip estatal
2. ↑  Al total de títols s'hi compten tots els campionats estatals o internacionals guanyats, incloent-hi el TDN

### Trial (UCI)
| Any   | C. del Món 26" |
| ----- | -------------- |
| 1996  | 1r             |
| 1997  | 1r             |
| Total | 2              |